# Atlantis Evolution
Atlantis Evolution è una avventura grafica fantasy per PC, sviluppata dalla The Adventure Company e pubblicata dalla Dreamcatcher Interactive nel 2004. Si tratta del quarto capitolo della serie di videogiochi iniziata nel 1997 con Atlantis: The Lost Tales. È stato seguito da The Secrets of Atlantis: The Sacred Legacy nel 2007.